# Hans van der Sluijs

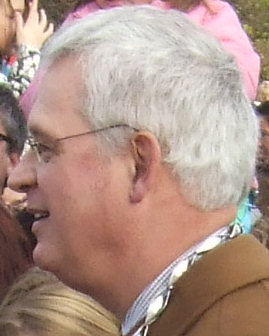
Hans van der Sluijs

Johannes Willem (Hans) van der Sluijs (Den Haag, 20 december 1951) is een Nederlands bestuurder en politicus voor de VVD. 
Van der Sluijs studeerde bestuurskunde aan de Rijksuniversiteit te Utrecht. Hij startte zijn loopbaan als public relationsadviseur in Voorschoten. In 1978 trad hij in dienst van de gemeente Den Haag en combineerde deze baan met zijn studie in Utrecht. In januari 1984 werd hij benoemd tot burgemeester van Hazerswoude en was daarmee toen de jongste burgemeester van Nederland. In 1990 volgde zijn benoeming tot burgemeester van Noordwijk en vanaf 2003 was hij de burgemeester van Maarssen. In het najaar van 2007 werd Van der Sluijs benoemd tot burgemeester van Leidschendam-Voorburg. Van november 2012 tot zijn aftreden op 1 september 2016 was hij de langstzittende, door de Kroon benoemde burgemeester.
Van mei tot oktober 2015 heeft Van der Sluijs tijdelijk zijn ambt neergelegd vanwege de gezondheidstoestand van zijn vrouw. Als waarnemend burgemeester werd Joan Leemhuis-Stout benoemd. Op 3 december 2015 maakte hij zijn aftreden bekend per 1 september 2016. Op 5 september 2016 werd hij opgevolgd door Klaas Tigelaar als burgemeester van Leidschendam-Voorburg.